# Route nationale 29
Die Route nationale 29, kurz N 29 oder RN 29, war eine französische Nationalstraße.

## Geschichte
Die Straße wurde 1824 zwischen der N28 nordöstlich von Neufchâtel-en-Bray und der belgischen Grenze bei Quiévrain festgelegt. Sie geht auf die Route impériale 32 zurück. Ihre Länge betrug 192,5 Kilometer. 1933 wurde sie um den Abschnitt zwischen einer Straßenkreuzung mit der Nationalstraße 14 (ab 1949 N13bis) östlich von Yvetot und der N28 östlich von Saint-Saëns erweitert, dessen Länge 44 Kilometer betrug. 1973 wurde ihr Laufweg ab Amiens nach La Capelle geändert:
- N 29 bei Yvetot – N28
- unterbrochen von N28
- N 29 N28 – Amiens
- N 35 Amiens – Longueau
- N 336 Longueau – Estrées-en-Chaussée
- N 44 Estrées-en-Chaussée – Saint-Quentin
- N 30 Saint-Quentin – La Capelle

2006 erfolgte die komplette Herabstufung der N 29 zu Départementsstraßen. Zwischen Yvetot und Saint-Quentin verläuft heute parallel die A29, deren Nummer wie die der A28 an die Nationalstraße angelehnt ist.

## N29a
Die N29A war von 1933 bis 1973 ein Seitenast der N29, der von dieser in Cambrai westlich vom Zentrum abzweigte und als Umgehung zur N17 führte. 1933 war diese Straße kurzzeitig Teil der N342A. 1978 wurde die Straße Teil der neuen N30.

## N2029
Die N2029 war von 1989 bis 2006 ein Seitenast der N29, der deren alte Trasse umfasste, als diese nördlich um Poix-de-Picardie geführt wurde.